# Elio Fiorucci
Elio Fiorucci (Milán, 10 de junio de 1935-20 de julio de 2015) fue un diseñador y empresario italiano. Vendedor de zapatos con la edad de 14 años  y fundador y creador de la marca de ropa Fiorucci, que gozo de gran fama y éxito durante las décadas de 1970 y 1980, hasta su posterior venta en 1990. Considerado como una de las figuras más relevantes y claves en la escena disco, que contó con tiendas de gran popularidad, en Londres, Milán y en Nueva york, tienda conocida como Studio 54 diurno, que fue un lugar de inspiración para artistas y personas influentes como el mismísimo Andy Warhol,   o  Holly Woodlawn  popularizando su marca, con distribuciones, en  Europa, América del Sur y Japón.
Además es considerado el creador y responsable de la popularidad  de los jeans elásticos, los cuales transformaron la moda.

## Biografía
Se inició joven en el mundo de la moda, siguiendo el negocio de su padre, que era dueño de una tienda de zapatos. Un día en 1962 mientras trabajaba en la tienda de su padre, a Elio se le ocurrió la idea de hacer botas de goma en colores primarios brillantes. Cuando aparecieron en una revista de moda semanal local, las botas causaron sensación.
Después de un viaje a Londres en 1965, Elio estaba decidido a traer las modas de Carnaby Street a Milán. El 31 de mayo de 1967 abrió su primera tienda en la Galleria Passarella, en Milán, diseñada por Amalia Del Ponte. En 1968, Fiorucci miró hacia Oriente en busca de inspiración, comprando camisetas de la India baratas, y convirtiendo sacos de arroz en bolsos. En 1970 el nombre se convirtió en una marca, Fiorucci, con su producción industrial propia, distribuida en Europa, América del Sur y Japón; la tienda de Milán se convirtió en un punto de encuentro para los jóvenes que se rebelan contra las convenciones. Nació el "estilo Fiorucci" y el concepto de «estilo de vida». 
Creó las primeras tiendas Fiorucci en Londres en 1975 y en Nueva York en 1976, y luego proliferaron en muchas grandes ciudades de todo el mundo. Sus productos se convierten inmediatamente en una cuestión de vestuario y terminan atrayendo la atención de la jet set internacional. Por esto, Bianca Jagger, Andy Warhol y Grace Jones se convertirían en algunos de sus seguidores.
Después de la gran expansión, que duró alrededor de tres décadas, en 1990 vendió el negocio a la compañía japonesa Edwin International, que mantiene en Milán el único centro de diseño del grupo.

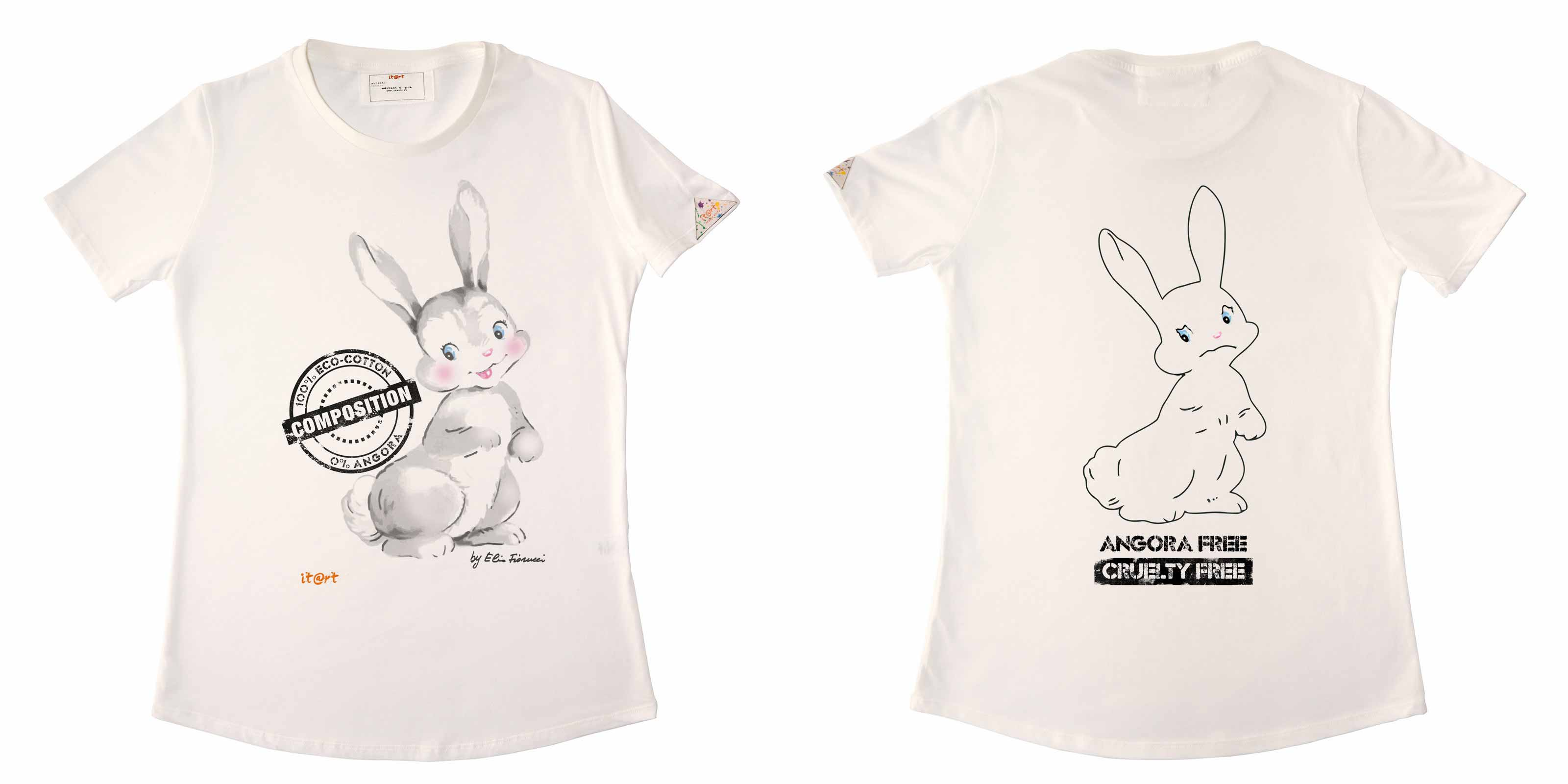
Camiseta diseñada por Fiorucci con la imagen de un conejo de Angora. En el anverso muestra un sello 100% algodón, 0% angora; en el reverso, «sin angora, sin crueldad».

En 2003 creó el proyecto Terapia Amor, que incluye jeans, suéters, vestidos y accesorios. 
 Se volvió vegetariano por razones éticas; desde de 2011 fue uno de los patrocinadores del manifiesto La conciencia de los animales.
En 2014 colaboró con it@rt, y diseñó piezas exclusivas en apoyo del proyecto amazónico de WWF y una camiseta en contra de la utilización del pelo de conejo de Angora.

## Muerte
El 20 de julio de 2015 fue encontrado muerto en su casa de Milán, abatido por una enfermedad el día anterior.